# Slaterocoris sparsus
Slaterocoris sparsus är en insektsart som beskrevs av Kelton 1968. Slaterocoris sparsus ingår i släktet Slaterocoris och familjen ängsskinnbaggar. Inga underarter finns listade i Catalogue of Life.